# 한스 폰 아헨

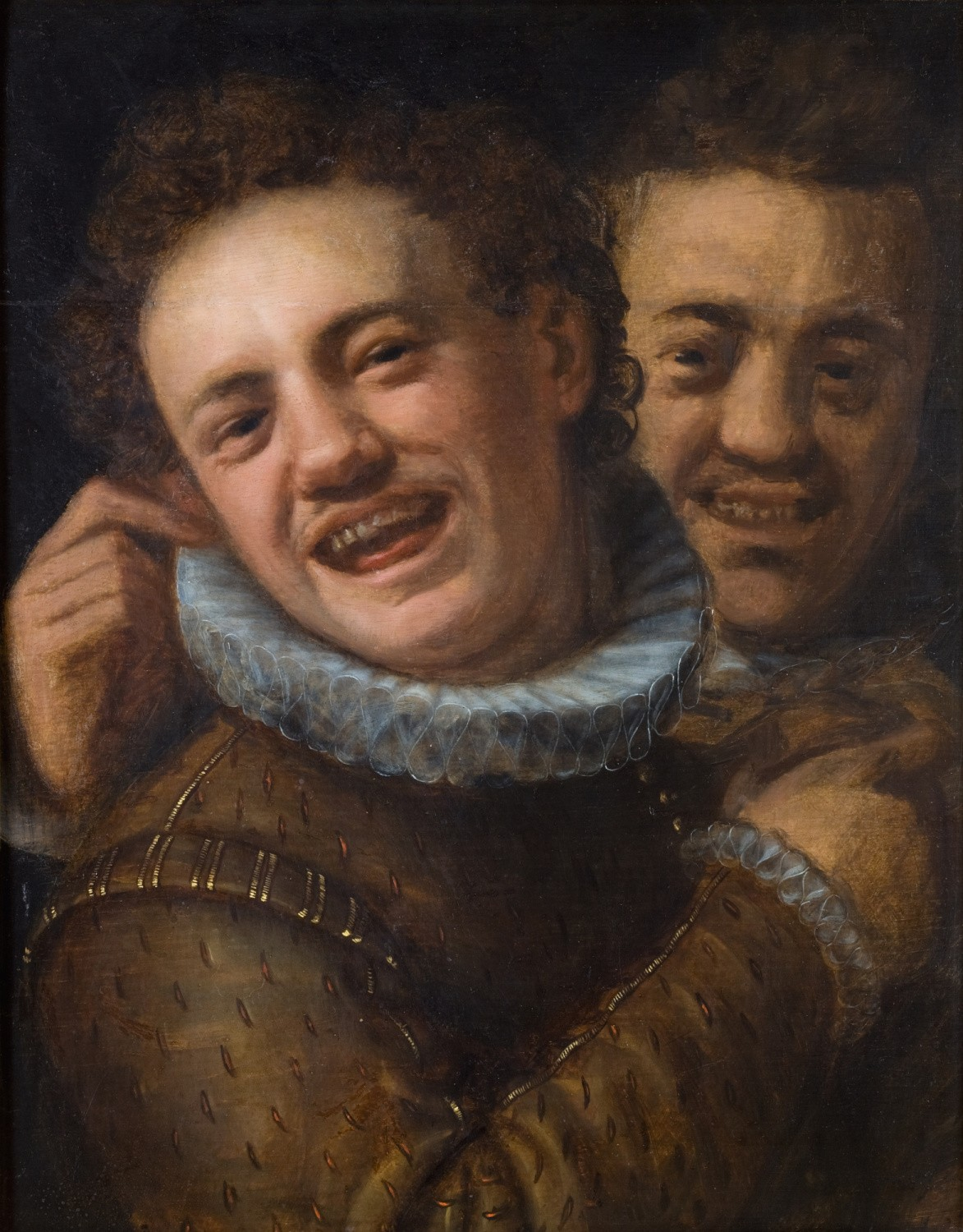
웃는 두 남자(자화상), 1574년 이전

한스 폰 아헨(독일어: Hans von Aachen) (1552년 – 1615년 3월 4일)은 독일 화가로 북부 매너리즘의 대표자 중 한 명이었다.
한스 폰 아헨은 다양한 장르에서 작업한 다재다능하고 생산적인 예술가였다. 그는 왕실과 귀족의 초상화를 그리는 화가로 성공했으며, 종교, 신화와 우화 주제를 더 그렸다. 누드 묘사 기술로 유명한 그의 에로틱한 신화적 장면은 특히 그의 주요 후원자인 루돌프 2세 황제가 즐겼다. 이러한 것들이 그의 작품이 가장 잘 알려질 수 있도록 했다. 그는 또한 종종 자신과 그의 아내를 모델로 삼아 웃고 있는, 가슴에서 위쪽으로 보여지는 인물들의 소그룹을 풍속화로 많이 그렸다. 폰 아헨은 일반적으로 소규모로 작업했으며, 그의 작품 중 많은 부분이 구리로 된 캐비닛 그림이다.
한스 폰 아헨의 삶과 작품은 16세기 후반과 17세기 초반에 북부, 남부, 중부 유럽 사이의 문화적 이동에 대한 독특한 증거이다. 화가는 네덜란드 르네상스 회화의 전통을 배운 후 1574년 이탈리아로 이주하여 약 14년 동안 머물며, 주로 베니스에서 작업했다. 그는 1587년에 고향인 독일로 돌아와 바이에른의 뮌헨에 거주했다. 그의 말년은 프라하에서 보냈다. 그의 훈련의 네덜란드 리얼리즘과 여행 중에 얻은 이탈리아의 영향이 결합되어 그의 독특한 그림 스타일이 탄생했다.

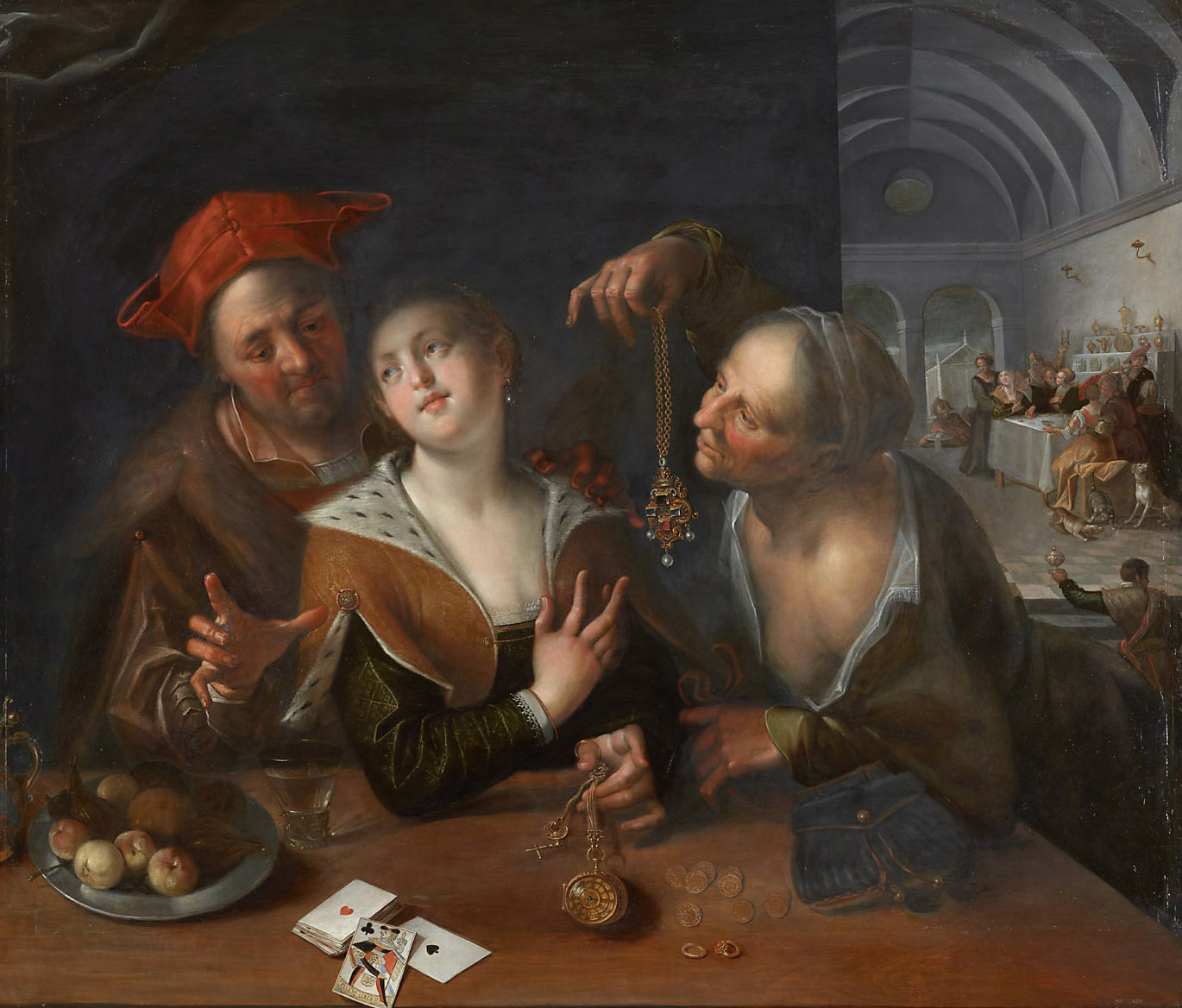
뚜쟁이

당시 중요한 예술 중심지에서의 그의 존재, 그의 디자인 이후 판화의 광범위한 배포, 그리고 그의 호의적인 성격은 모두 그의 일생 동안 국제적인 명성에 기여했다.

## 생애
한스 폰 아헨은 쾰른에서 태어났다. 그의 성은 독일에 있는 그의 아버지인 아헨의 출생지에서 파생된다.

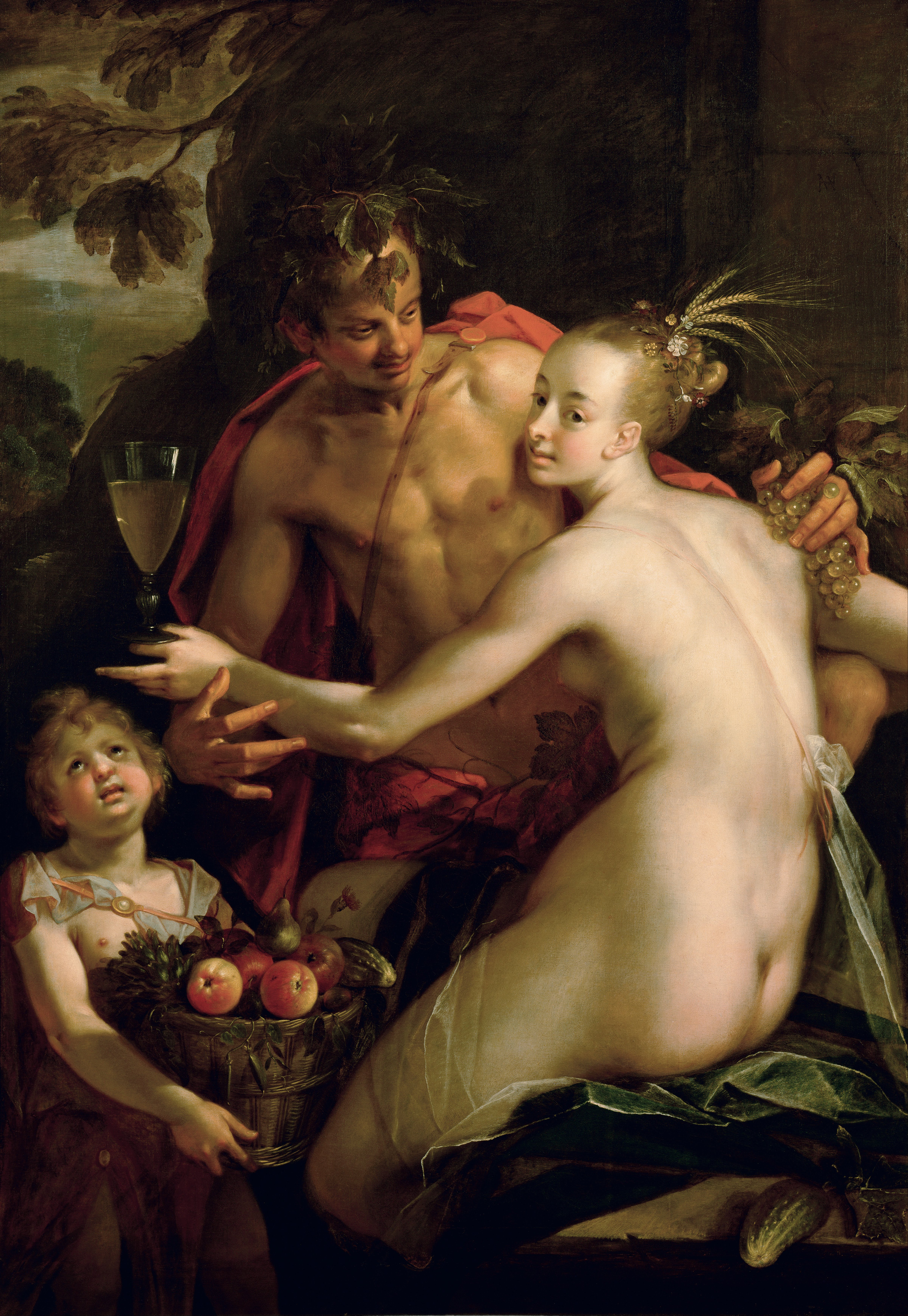
바쿠스, 케레스와 아모르 (케레스와 바쿠스가 없으면 베누스는 꼼짝도 못한다), 1600년경

한스 폰 아헨은 안트베르펜에서 훈련을 받은 초상화 화가 게오르그 제리의 제자로 독일에서 그림을 그리기 시작했다. 그는 1574년경 이탈리아로 떠나기 전에 쾰른 화가 길드에 가입했을 것이다. 플랑드르 화가 바르톨로메우스 스프랑에르와 같은 당대의 많은 북부 예술가들과 마찬가지로 그는 이탈리아에서 오랜 기간을 보냈다. 그는 1574년부터 1587년까지 베니스에서 살았으며, 그곳에서 네덜란드와 독일의 예술가, 판화 제작자이자 미술상 커뮤니티의 일원이 되었다. 필사자로 활동하며, 플랑드르 화가이자, 앤트워프 출신의 미술상인 가스파르 렘의 작업실에서 일했다. 렘은 폰 아헨이 모레트(또는 모레토)라는 예술가와 견습 과정을 거치도록 주선했다. 이 견습 과정에는 베니스 교회의 유명한 작품을 복사하는 작업이 포함되었다. 이 사본 중 많은 부분이 북유럽 미술 시장으로 향했다. 앤트워프의 현대 미술 수집가이자 딜러인 헤르만 드 네이트는 거의 850점에 달하는 원본 및 복사 그림을 소장하고 있었다.
폰 아헨은 1575년에 로마로 갔다. 이곳에서 그는 골동품 조각품과 이탈리아 거장의 작품을 공부했다. 그는 오토 반 빈, 요리스 호프나겔, 파울과 마티스 브릴 형제, 한스 스페케르트, 요제프 하인츠 더 엘더와 같이 로마에서 활동하는 북부 예술가들의 일원이 되었다. 그는 로마에서 예수회 모교회인 게수교회의 예수탄생(Nativity) 위탁을 받을 수 있었다. 1582~1583년에 피렌체에서 그는 초상화로 명성을 얻었고, 그 결과 메디치 가문을 지배하게 되었다. 1585년 그는 다시 베니스에 정착했다.

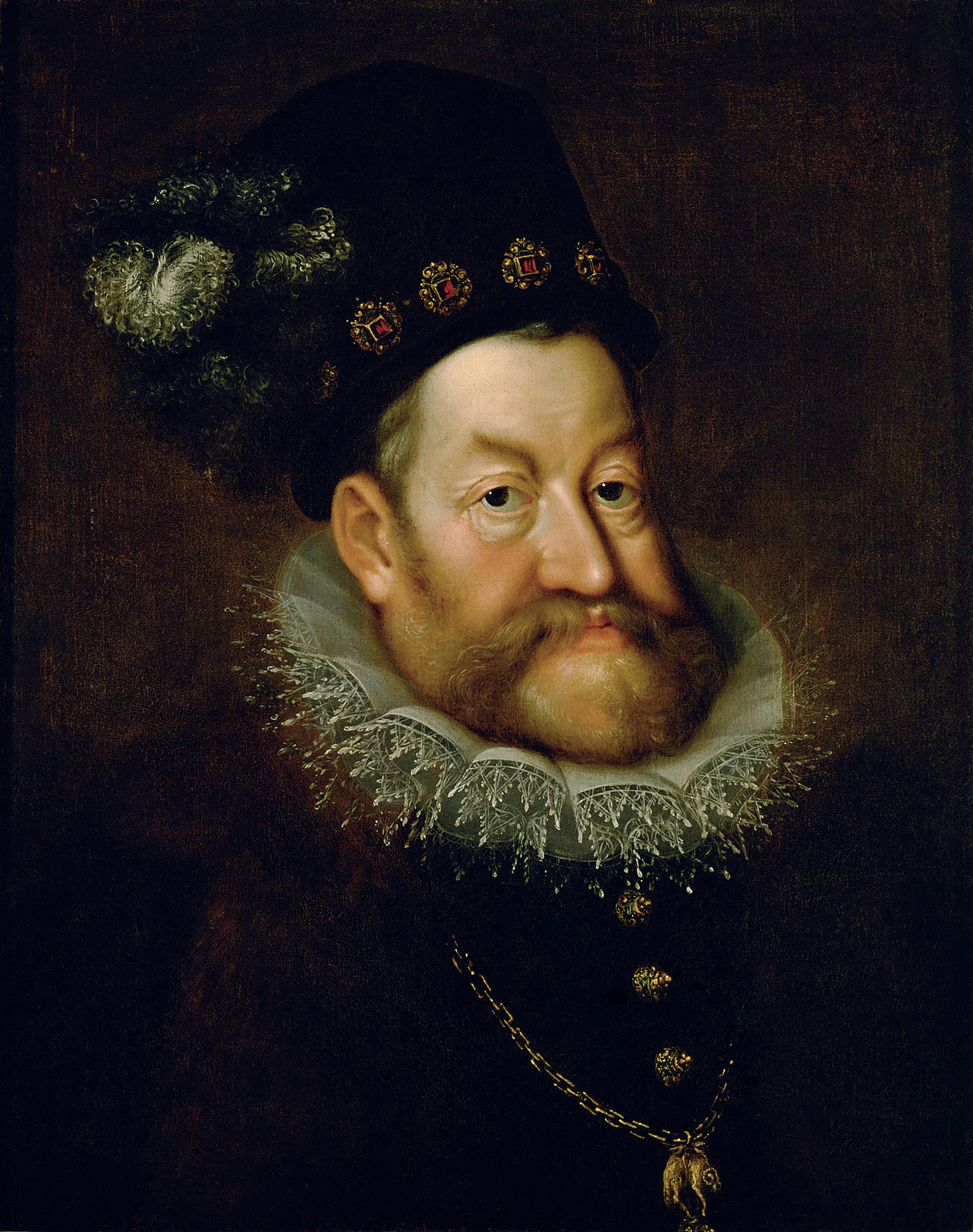
루돌프 2세 황제의 초상화, 1607년경

그는 1587년 독일로 돌아와 처음에는 아우크스부르크로 가서 부유한 푸거가의 초상화를 그렸다. 그는 또한 뮌헨에서 일하면서 성 미카엘 교회를 위한 두 개의 제단을 그리는 일을 맡았다. 고향 쾰른을 방문하고, 베니스로 돌아온 후 1589년부터 뮌헨을 자신의 거주지로 선택했다. 그는 뮌헨에서 작곡가 올란도 디 라소의 딸인 레지나와 결혼했다. 독일에서 그는 귀족 가문의 초상화를 그리는 화가로 유명해졌다. 그는 또한 역사적, 종교적 장면을 제작하여 폭넓은 명성을 얻었다. 그는 바이에른 공작 빌헬름 5세를 위해 여러 작품을 그렸다.
뮌헨에서 그는 프라하에 있는 황실과 접촉하게 되었다. 1592년 그는 프라하에 거주했던 황제 루돌프 2세의 공식 화가로 임명되었다. 폰 아헨은 자신의 거주지에서 일할 수 있는 실내 궁정 화가(Kammermaler von Haus aus)로 임명되었기 때문에 프라하 법원에 거주할 필요가 없었다. 루돌프는 당대의 가장 중요한 예술 후원자 중 한 사람이었다. 그는 특히 그림을 소중히 여기고 폐하의 편지를 발행했다. 프라하 화가 길드에 화가에게 길드 규칙을 면제하고, 그들에게 연간 봉급을 수여하고, 그림을 더 이상 공예품이 아니라 ‘그림 예술’이라고 불러야 한다고 선언했다. 루돌프의 프라하에서 일반적으로 화가와 예술가들에게 제공되는 특별한 대우는 도시를 주요 예술 센터로 만들었다. 대규모 출력물은 주로 에로틱한 품질의 신화적인 그림이나 황제를 찬양하는 복잡한 비유로 구성되었다. 황제는 예술적 혁신에 개방적이었고 자만심으로 가득 찬 새로운 영향을 받은 스타일을 주재했는데, 이는 매너리즘으로 알려지게 되었다. 관능미를 강조한 이 스타일은 뒤에서 보이는 누드 여성을 포함해 매끄럽게 조형된 가늘고, 긴 인물을 우아한 포즈로 배열해 표현했다.

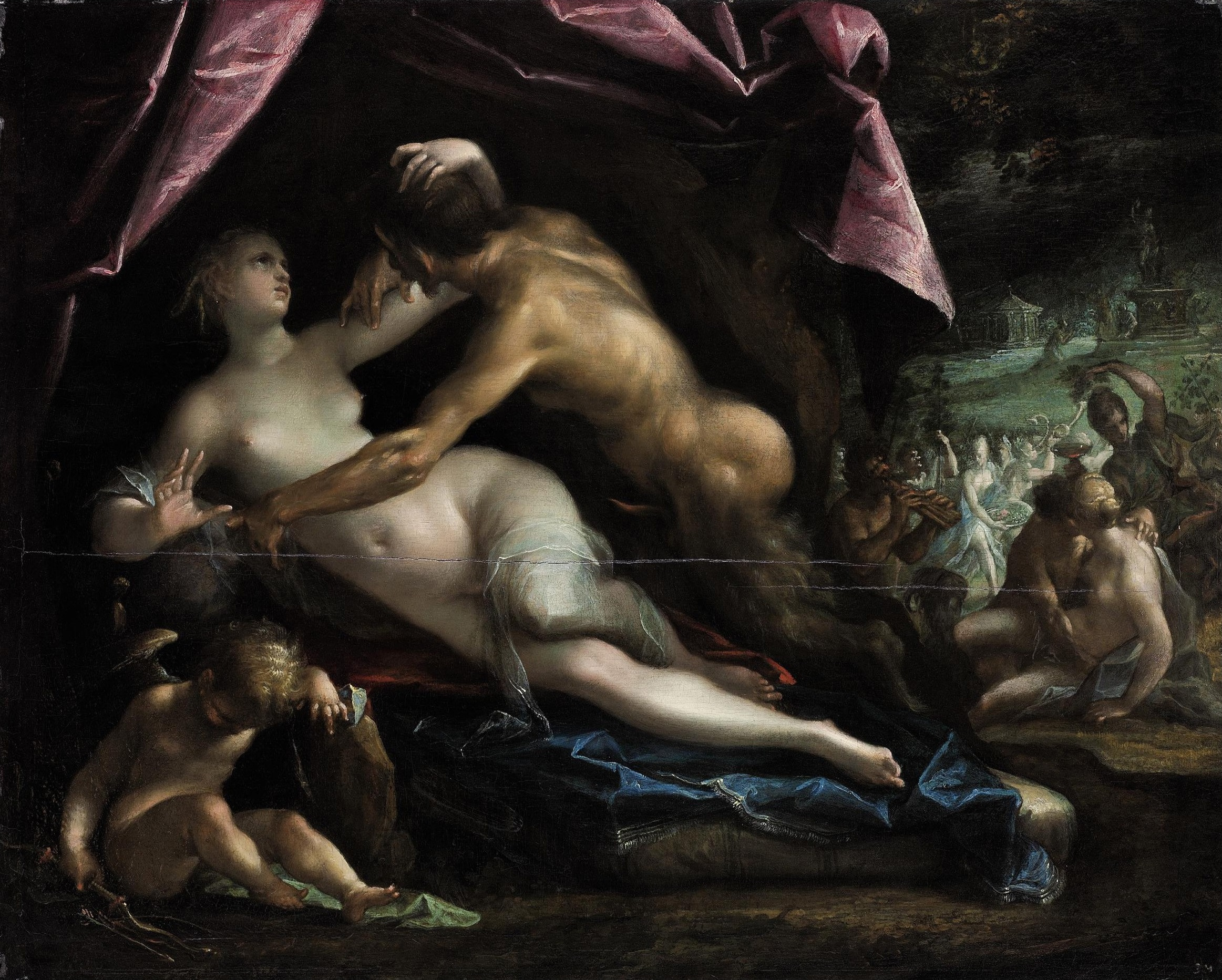
판과 셀레네, 1600-1605

루돌프는 또한 자신의 예술품 컬렉션에 대한 조언자이자, 일반적으로 ‘외교관’이라고 불리는 폰 아헨에게 의존했다. 이 역할에서 그는 미술 소장품 소유주들에게 그들의 보물에 대한 그의 제안을 받아들이게 하기 위해 황제의 종종 뻔뻔한 괴롭힘을 전달하기 위해 여행을 갔다. 그의 외교적 임무로 인해 그는 광범위하게 여행해야 했다. 1602년에는 브런즈윅, 볼펜뷔텔, 비텐베르크, 드레스덴을, 1603~1605년에는 인스부르크, 베니스, 토리노, 만토바, 모데나를 여행했다. 나중에 이 여행의 목적은 부분적으로 그가 황제의 잠재적인 미래 배우자의 초상화를 만들기 위한 것이었다. 루돌프 2세 황제는 1605년에 그에게 기사 작위를 수여했다. 폰 아헨은 1601년 또는 1597년 초에 프라하로 이주했다. 여기에서 그는 신화와 우화 주제에 대한 많은 의뢰를 받았다.

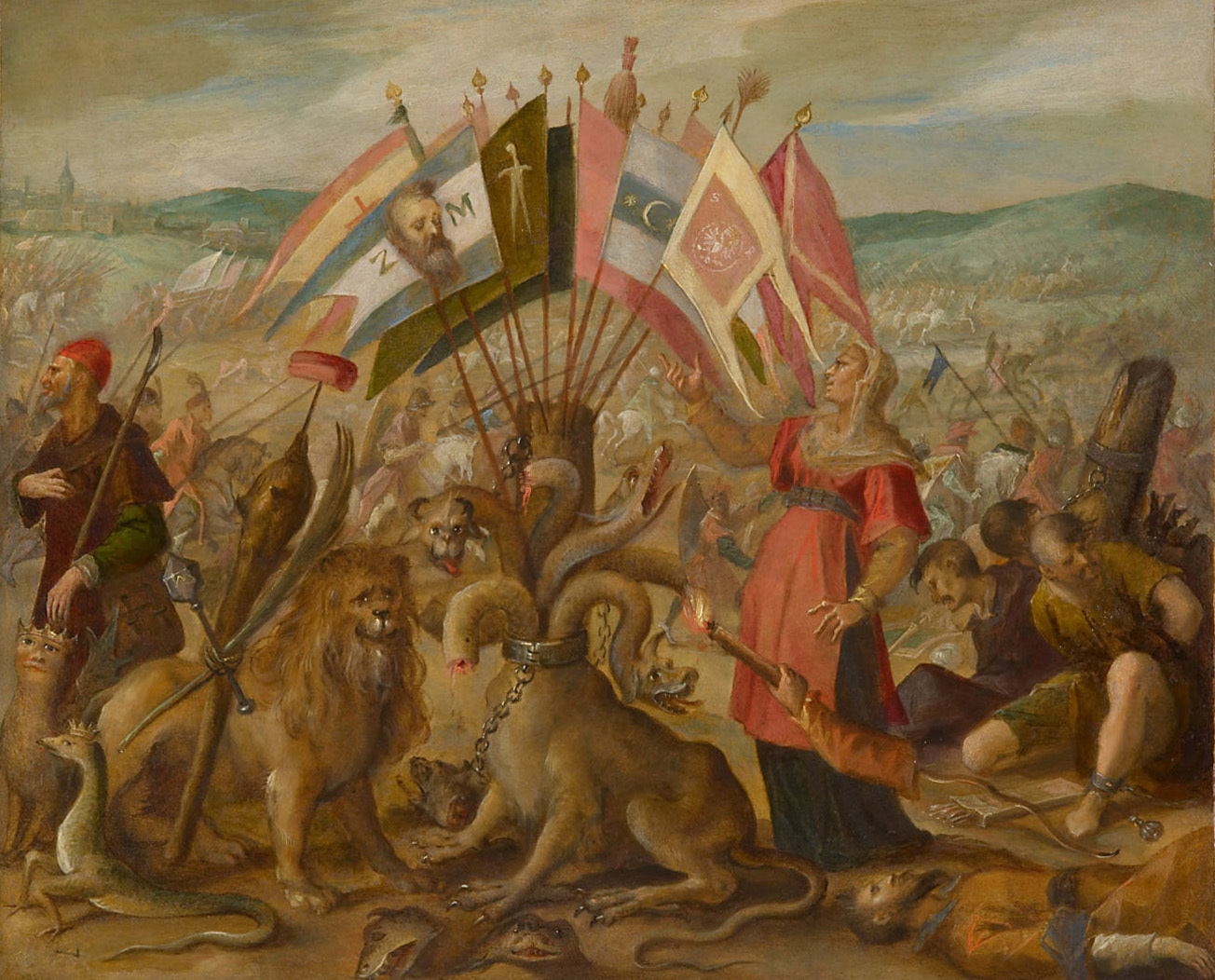
터키 전쟁의 우화, 크론슈타트 전투, 1603-1604

그의 후원자가 1605년에 몰락하고, 1612년에 사망한 후 폰 아헨은 대부분의 루돌프의 궁정 예술가들과 달리 루돌프의 후계자 마티아스 1세가 그에게 라우스니츠의 영지를 주었다. 마티아스 황제는 1612년에 그를 드레스덴과 비엔나로 보냈고, 1613년에는 아우크스부르크로, 1614년에는 드레스덴으로 다시 보냈다.
폰 아헨의 제자로는 이탈리아에서 그의 제자였던 피터 이잭스가 있었고 안드레아스 포겔, 크리스티안 부흐너, 한스 크리스토프 쉬러는 프라하에서 그의 제자였다.
한스 폰 아헨은 안토니 반 산트보르트를 자주 방문했던 로마의 예술가 그룹에 속했다.

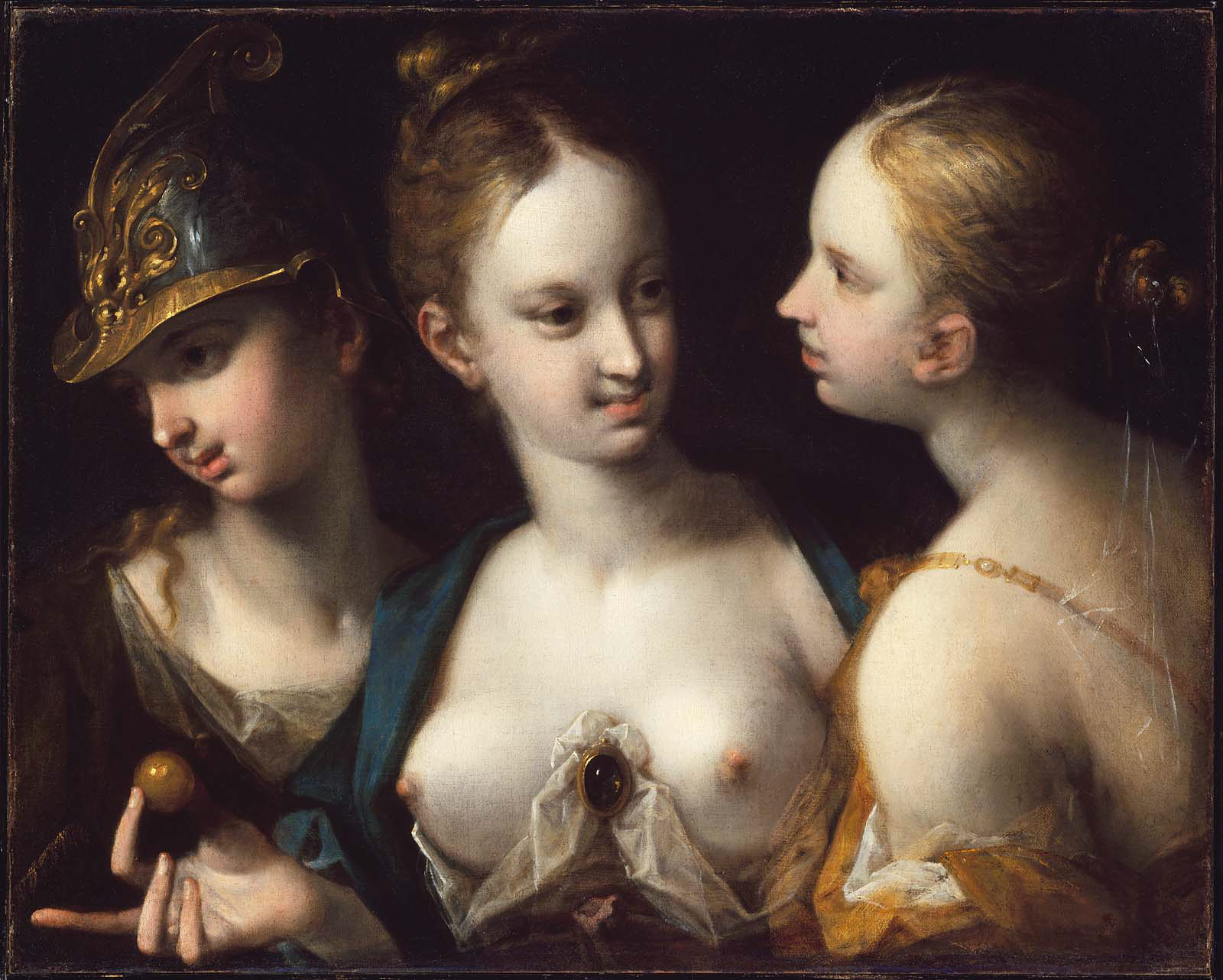
아테나, 비너스와 주노

그는 1615년 프라하에서 사망했다.